# جائحة فيروس كورونا في نيكاراغوا
وصلت جائحة كوفيد 19 إلى نيكاراغوا في 18 مارس عام 2020. كانت الحالة الأولى لمواطن من نيكاراغوا عاد إلى البلاد من بنما.
ذكرت آنا إميليا سوليز، ممثلة منظمة الصحة العالمية في نيكاراغوا، إعلان حكومة نيكاراغوا في يناير تنبيهًا صحيًا بسبب تهديد كوفيد 19: «تعمل نيكاراغوا وفقًا لإرشادات منظمة الصحة العالمية. وهذا يشمل العمل الجاد على تجنيد الخدمات الصحية وتعزيز المراقبة الوبائية والعمل مع شبكة الصحة المجتمعية لتحديد الحالات المحتملة التي قد تحدث على مستوى المجتمع».
زار وفد من منظمة الصحة للبلدان الأمريكية -الفرع الإقليمي لمنظمة الصحة العالمية- البلاد في الأسبوع الثاني من مارس لتنسيق الإجراءات المطلوبة لمواجهة الفيروس. صرح الكسندر فلورنسيو، ممثل الوفد، بأنهم يعملون على توفير أفضل الشروط اللازمة لذلك، وأضاف: «إن الإجراءات الحكومية التزمت بجميع توصيات منظمة الصحة للبلدان الأمريكية».
زعم بعض منتقدي حكومة دانييل أورتيغا بأن الحكومة تخفف من مدى انتشار الفيروس الحقيقي؛ إذ تشير تقديرات مستقلة إلى أن عدد الحالات المصابة 4 أضعاف وعدد الوفيات 20 ضعف الأرقام الرسمية، ولكن مصدر هذه الأرقام غير موثوق. قبل وصول الفيروس إلى نيكاراغوا، نُظِّمَت مسيرة عامة كبيرة من قبل مؤيدي الحكومة للتضامن مع ضحايا فيروس كورونا في بلدان أخرى. ومع ذلك، انتُقِد هذا الحدث بسبب عدم مراعاة قواعد التباعد الاجتماعي. كتب التجمع الحزبي المعارض -الائتلاف الوطني- رسالة شكوى إلى منظمة الصحة العالمية، يتهمون فيها ممثلة منظمة الصحة العالمية آنا إميليا سوليز بالتقصير وبأنها يجب أن تدعو لتدابير أكثر شدة لمكافحة الفيروس، وذلك على الرغم من تماشي مشورة سوليز مع المبادئ التوجيهية لمنظمة الصحة العالمية.
ركزت الحكومة بشكل خاص على البرامج التعليمية؛ فقد زار المتخصصون الصحيون والمتطوعون 1.2 مليون أسرة في الأسبوع الأخير من شهر مارس بهدف التوعية، وكذلك نُشِرَت معلومات إضافية عبر التلفزيون ووسائل الإعلام الأخرى. استعدّت نيكاراغوا أيضًا للإنتاج الضخم للعقار المضاد للفيروسات الإنترفيرون ألفا-2ب المُستَخدَم في علاج مرضى كوفيد 19.
في 18 مايو 2020، وقع حوالي 700 عامل صحي خطابًا أرسلوه إلى الحكومة لحثهم على اتخاذ تدابير وقائية اقترحتها منظمة الصحة العالمية للسيطرة على انتشار كوفيد 19 في البلاد. أثار الخطاب مخاوف حول ضعف نظام الصحة العامة في البلاد والطريقة التي سيهدد بها حياة الناس في حال استمراره على هذا النحو. ردًا على الخطاب، فصلت وزارة الصحة في نيكاراغوا العديد من العاملين الصحيين من وظائفهم دون أي إجراءات قانونية في 6 و9 يونيو 2020. دعت هيومن رايتس ووتش السلطات النيكاراغوية إلى إعادة المفصولين إلى وظائفهم ومنحهم تعويضًا عن مرتباتهم واتخاذ الإجراءات الوقائية اللازمة للسيطرة على الوباء.

## خلفية
في 12 يناير 2020، أكدت منظمة الصحة العالمية إصابة مجموعة من الناس في مدينة ووهان في مقاطعة هوبي الصينية بمرض تنفسي ناجم عن فيروس تاجي جديد، بعد إبلاغ منظمة الصحة العالمية بالأمر في 31 ديسمبر 2019.
كانت معدل إماتة كوفيد 19 أقل بكثير من المتلازمة التنفسية الحادة الوخيمة لعام 2003، ولكن انتقال العدوى في الأول أكبر بكثير مع إجمالي عدد وفيات مرتفع.

## الجدول الزمني

### مارس
في 16 مارس، أعلنت روزاريو موريلو زيارة معهد نيكاراغوا للسياحة للبلديات ولقائه مع رواد الأعمال السياحية الذين يستعدون للأسبوع المقدس (وهو عطلة مهمة تحتفل بها جميع أنحاء البلاد). وصفت صحيفة المعارضة لا برينسا هذا نهج بأنه مراهنة على السياحة ومحاولة لإبقاء السياحة حية أثناء الوباء. ذكرت الحكومة أيضًا أن العمل على الحدود سيكون طبيعي، ولكن مع فرق طبية تمارس بعض الإجراءات المرتبطة بالوقاية من الفيروس مثل فحص درجة حرارة الجسم.
في 17 مارس، أعلنت نائبة الرئيس روزاريو  موريلو أن كوبا سترسل أطباء ومستحضرات صيدلانية إلى نيكاراغوا لمساعدتهم على مواجهة فيروس كورونا، على الرغم من عدم وجود حالات مؤكدة في البلاد في ذلك الوقت. زعمت موريلو أيضًا أن فنزويلا أرسلت الإمدادات الطبية أيضًا.
في 18 مارس، أعلنت موريلو عن أول حالة مؤكدة في نيكاراغوا، وهي لرجل يبلغ من العمر 40 عامًا عاد مؤخرًا إلى نيكاراغوا من دولة بنما المجاورة. فيما يتعلق به، علقت موريلو قائلةً: «الرجل موضوع في العزل وهو بحالة مستقرة، وأنها تأمل ألا يحتاج إلى جهاز تهوية».
وفي 20 مارس، تأكدت الحالة الثانية، وهي لمواطن من نيكاراغوا جاء من كولومبيا.
في 26 مارس، سُجِّلَت أول حالة وفاة مرتبطة بفيروس كورونا في نيكاراغوا. كان الشخص الذي مات يعاني من أمراض أخرى، كما ورد أنه مصاب بفيروس نقص المناعة البشرية.

### أبريل
في 1 أبريل، تبرعت تايوان بوسائل وقاية طبية ليستخدمها العاملون في المجال الطبي في نيكاراغوا.
في 2 أبريل، أبلغت الحكومة عن إجمالي 5 حالات منها حالة وفاة واحدة وحالة شفاء واحدة وثلاث حالات هي:
- امرأة تبلغ من العمر 52 عامًا، وصلت من الولايات المتحدة، وهي تتلقى العلاج حاليًا وفي طور التحسن.
- رجل يبلغ من العمر 70 عامًا، وصل أيضًا من الولايات المتحدة، وهو في حالة صحية سيئة ولكنه مستقر.
- رجل يبلغ من العمر 76 عامًا، وصل أيضًا من الولايات المتحدة، وهو يعاني من أمراض مزمنة عديدة، لكنه مستقر ويتلقى العلاج حاليًا.

أُزيلت حالتان من الحالات الإثني عشرة المشتبه بها، ولكن أُضيفَت حالتان أخرى إلى القائمة في 31 مارس.
في 5 أبريل، سُجِّلَت حالة أخرى.
في 9 أبريل، سُجِّلَت حالة أخرى ليصل المجموع إلى 7، ولكن تعافت حالتان، ليصبح المجموع 4 حالات. كانت جميع تلك الحالات قادمة من خارج البلاد.
في 11 أبريل، سُجِّلَت حالتان أخرى.
بحلول 12 أبريل، ذكر موقع وورلد ميترز ما مجموعه 4 حالات شفاء، بما في ذلك حالتان سجلتهما مصادر أخرى، و4 حالات بإصابة فعالة. أفادت منظومة التكامل في أمريكا الوسطى بوجود 5 حالات تعافي، مع 3 حالات فعالة فقط.
في 15 أبريل، أبلغت وزارة الصحة النيكاراغوية عن وجود 3 حالات فعالة ومراقبة 12 شخص وتعافي 5 أشخاص، والحالات الثلاث هي:
- رجل يبلغ من العمر 64 عام مخالط لحالة من خارج البلاد، وهو بحالة مستقرة.
- رجل عمره 59 سنة بحالة مستقرة.
- امرأة تبلغ من العمر 39 عامًا قادمة من خارج البلاد، وهي بحالة مستقرة.

في 17 أبريل، بقيت حالتان فقط، وهما الرجلان المذكوران أعلاه، مع تعافي 6 حالات ومراقبة 12 شخص دون تسجيل حالات إصابة جديدة.
في 18 أبريل، سُجِّلَت الوفاة الثانية، وهو المريض البالغ من العمر 64 عام. كان يعاني هذا المريض من مرض السكري والعديد من الأمراض المزمنة الأخرى.
في 20 أبريل، تعافى الرجل البالغ من العمر 59 عام بعد وصول نتيجة اختباره سلبية. سُجِّلَت حالة جديدة لرجل يبلغ من العمر 58 عام كان على اتصال بإحدى الحالات القادمة من خارج البلاد. في هذا التاريخ، عاد 1.8 مليون طفل إلى المدرسة ونحو 130.000 موظف حكومي إلى العمل في نيكاراغوا على الرغم من المخاوف المتعلقة بكوفيد 19. قال الرئيس دانييل أورتيغا، الذي لم يظهر منذ 34 يوم: «إن النيكاراغويين لن يتوقفوا عن العمل، فإن توقفت هذه الدولة عن العمل ستموت».
في 23 أبريل، توفي الرجل البالغ من العمر 58 عام بشكل غير متوقع، بينما اكتُشِفَت حالة أخرى لرجل يبلغ من العمر 68 عام كان على اتصال بإحدى الحالات القادمة من خارج البلاد. وُضِع 15 شخص تحت المراقبة باعتبارهم أشخاص مشتبه بهم.
في 25 أبريل، سُجِّلَت حالة أخرى تبلغ من العمر 64 عام وصفت بأنها حساسة.
في 26 أبريل، سُجِّلَت الحالة 13، مما رفع عدد الحالات النشطة إلى 3. كانت الحالات في هذه المرحلة لرجال يبلغون من العمر 68 و64 و57 عام. أفادت التقارير بأن الرجل البالغ من العمر 68 عام في طور التعافي.
في 28 أبريل، نُقِلَ رجل يبلغ من العمر 66 عام إلى المستشفى بحالة متقدمة وتوفي في نفس اليوم، مما رفع عدد الوفيات إلى 4.

### مايو
في 3 مايو، سُجِّلَت حالة أخرى لرجل يتجاوز 65 سنة توفي في نفس اليوم. كما أفادت صحيفة لا برينسا عن حالتي وفاة غير رسمية؛ أحدهما موظف في مطار ماناغوا يبلغ من العمر 58 عام، قيل إنه شُخِّصَ في 25 أبريل وتوفي في 29 أبريل، ورجل عمره 70 عام في إستيلي، من المفترض أنه مات في نفس اليوم. لم تُدرَج هذه الحالات في الحصيلة الرسمية.
في 5 مايو، أعلنت وزارة الصحة عن حالة أخرى، ليصل المجموع إلى 16 حالة، منها 4 حالات نشطة.
في 12 مايو، أعلنت وزارة الصحة عن 9 حالات أخرى، ليصل المجموع إلى 25 حالة، وهذا الرقم شمل 3 حالات وفاة أخرى. كذلك، سُجِّلَت وفيات أخرى بين الأشخاص المسجلين، ولكنهم ماتوا بسبب أمراض خطيرة أخرى كانوا يعانون منها.
في 19 مايو، أصدرت وزارة الصحة إعلانًا آخر عن المرض، موضحةً أن النشرات تجري الآن أسبوعيًا. سُجِّلَت 254 حالة إصابة و17 حالة وفاة، ولكن 199 حالة من مجموع الحالات المسجلة تعافت. كان هناك بعض الارتباك حول ما إذا كان الرقم 254 كان العدد الإجمالي أو عدد الحالات الجديدة في الأسبوع الماضي. أفادت منظومة التكامل في أمريكا الوسطى أن الرقم الإجمالي للحالات 279.
في 25 مايو، نشرت الحكومة «الكتاب الأبيض» موضحةً منهجها في السيطرة على تفشي المرض. في الوثيقة، يشبه نهج نيكاراغوا نهج السويد: «مع التخلي المتزايد عن إجراءات الحجر، سيتعين على جميع دول العالم الجمع بين مواجهة فيروس كورونا واستمرار عمل المجتمع، كما فعلت نيكاراغوا والسويد من البداية».
في 26 مايو، أبلغت النشرة الأسبوعية عن 480 حالة جديدة، ليصل العدد الإجمالي للحالات إلى 759 حالة، بما في ذلك 35 حالة وفاة و370 حالة شفاء.

### يونيو
في 2 يونيو، أبلغت النشرة الأسبوعية عن 359 حالة جديدة، ليصل المجموع إلى 1118، مع ارتفاع عدد الوفيات إلى 46 وحالات التعافي إلى 691 حالة.
في 9 يونيو، أبلغت النشرة الأسبوعية عن 346 حالة جديدة، ليصل المجموع إلى 1464، وهذا شمل 55 حالة وفاة و953 حالة تعافي.
في 16 يونيو، أبلغت النشرة الأسبوعية عن 359 حالة جديدة، ليصل المجموع إلى 1823، وهذا شمل 64 حالة وفاة و1238 حالة تعافي.
في 23 يونيو، أبلغت وزارة الصحة عن 346 حالة جديدة، أي 2170 حالة إجمالًا، و10 حالات وفاة جديدة، ليصل إجمالي الوفيات إلى 74، مع وجود 1489 حالة شفاء.
في 30 يونيو، أظهرت الأرقام الجديدة 349 حالة جديدة ليصبح العدد الإجمالي 2519 حالة، وهذا شمل 9 حالات وفاة جديدة -ليصبح مجموع الوفيات 83-  و1750 حالة شفاء.

## الاستجابة

### الأحداث الرياضية
استمرت العديد من الأحداث الرياضية في نيكاراغوا خلال الوباء، بينما أُلغيَت في العديد من البلدان.
في 25 أبريل، نُظِّمت ملاكمة في ماناغوا، في ظل شروط صارمة. فُحِصَت درجات حرارة جميع المتفرجين عند الدخول وأجبروا على الجلوس بثلاثة مقاعد متفرقة مع ارتداء الأقنعة. كذلك، استخدم الملاكمين المطهرات قبل القتال.

### تقديرات بديلة
زعمت منظمة تطلق على نفسها اسم «مرصد المواطنين» أن الأرقام الحقيقية أعلى بكثير. وزعمت أنه في 8 يونيو، كان عدد الوفيات 20 ضعف الأرقام الرسمية، مع ما لا يقل عن 980 حالة وفاة مقارنةً بـ 46 في الأرقام الرسمية في ذلك الوقت. كما قُدِّرَ عدد حالات كوفيد 19 بحوالي 4000 حالة مقارنةً بالرقم الرسمي 1118. ادّعت المنظمة أن نقص الإبلاغ عن الوفيات كان بسبب عزو الوفاة إلى الإصابة بالتهاب رئوي غير نمطي بدلًا من كوفيد 19. ومع ذلك، لم تقدم المنظمة أي إشارة إلى مصدر هذه الادعاءات، ووفقًا لمجلس شؤون نصف الكرة الأرضية الغربي، فإن هذه الادعاءات قادمة من خبراء مجهولين من ناشطي المجتمع المدني والناشطين الرقميين والأسر المتضررة.

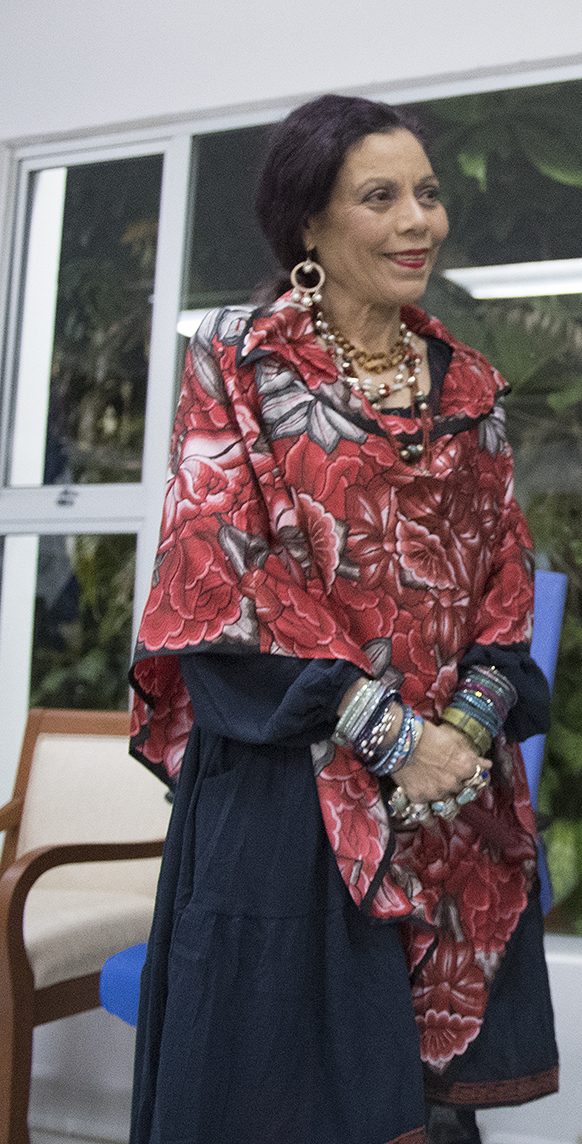
نائب الرئيس روزاريو موريللو